# Счастливый принц (сборник)
«„Счастливый принц“ и другие сказки» (англ. The Happy Prince and Other Tales; также англ. The Happy Prince and Other Stories) — сборник сказок Оскара Уайльда, впервые опубликованный в мае 1888 года. Страдание, сострадание, эгоизм, раскаяние и др. — темы, общие для всех произведений сборника, имеющего на первый взгляд простое содержание.

## Содержание
Сборник включает пять сказок:
1. «Счастливый принц» (англ. The Happy Prince). Считается одной из лучших сказок Уайльда[3].
2. «Соловей и Роза» (англ. The Nightingale and the Rose).
3. «Великан-эгоист» (англ. The Selfish Giant).
4. «Преданный друг» (англ. The Devoted Friend).
5. «Замечательная ракета» (англ. The Remarkable Rocket).

## Сюжеты

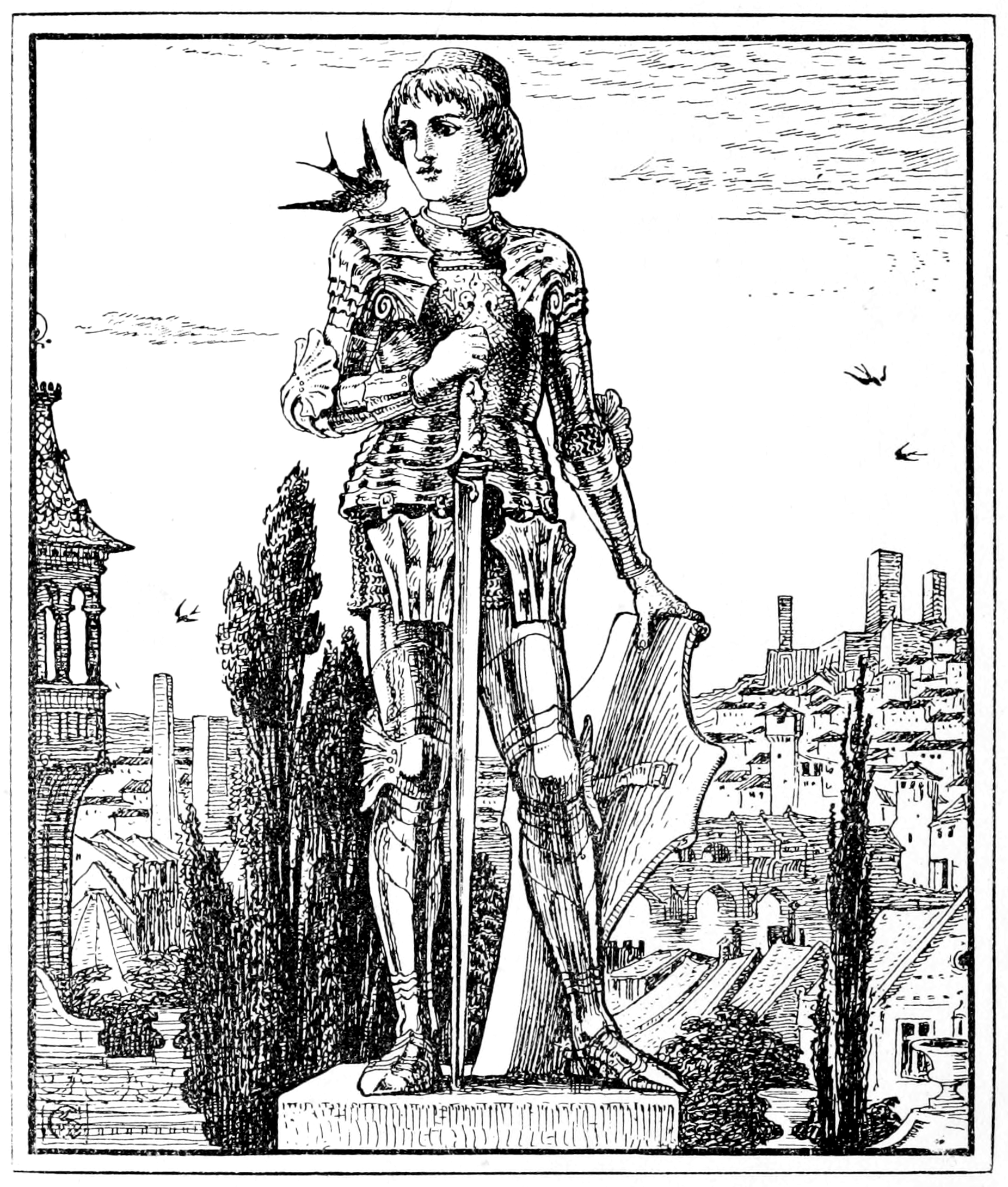
Иллюстрация Уолтера Крейна

### Счастливый принц
На высокой колонне над городом стоит статуя Счастливого Принца, украшенная листками золота и драгоценными камнями. Однажды осенью Ласточка (в оригинале — персонаж мужского пола) на пути в Египет останавливается переночевать у статуи, но замечает, что Принц плачет. Он говорит, что с высоты видит много страданий людей и просит Ласточку помочь ему, отнеся матери больного мальчика рубин из его шпаги. На следующий день ласточка снова не улетает, по просьбе Принца относя бедному юноше-писателю сапфир, вынутый из глаза статуи. В итоге ласточка из любви к Принцу остаётся на зиму с ним, разнося беднякам драгоценные камни и золочёные листочки, украшающие статую. От холода ласточка умирает, а мэр города замечает, что статуя стала совсем некрасивой и приказывает снести и расплавить её. Но когда Господь повелевает ангелу принести самое ценное, что есть в городе, тот приносит мёртвую ласточку и не расплавившееся в печи оловянное сердце Принца.

### Соловей и Роза
Молодой студент грустит из-за того, что его возлюбленная согласилась танцевать с ним на балу, только если он подарит ей красную розу, однако в его саду нет ни одной красной розы. Его слышит Соловей, который давно мечтал встретить настоящего влюбленного, ведь сам Соловей поёт о любви каждую ночь. Соловей решает помочь юноше и ищет красную розу, но не находит. Розовый куст в саду юноши предлагает Соловью условие: если Соловей будет всю ночь петь и, прижимаясь грудью к шипу, напоит своей кровью цветок, то утром на кусте расцветёт красная роза. Так и происходит: ценой своей жизни Соловей даёт кусту вырастить красную розу, которую утром срывает юноша. Он приходит к возлюбленной, но та отвергает розу, говоря, что она не подойдет к платью. Юноша выбрасывает розу, разочаровавшись в любви.

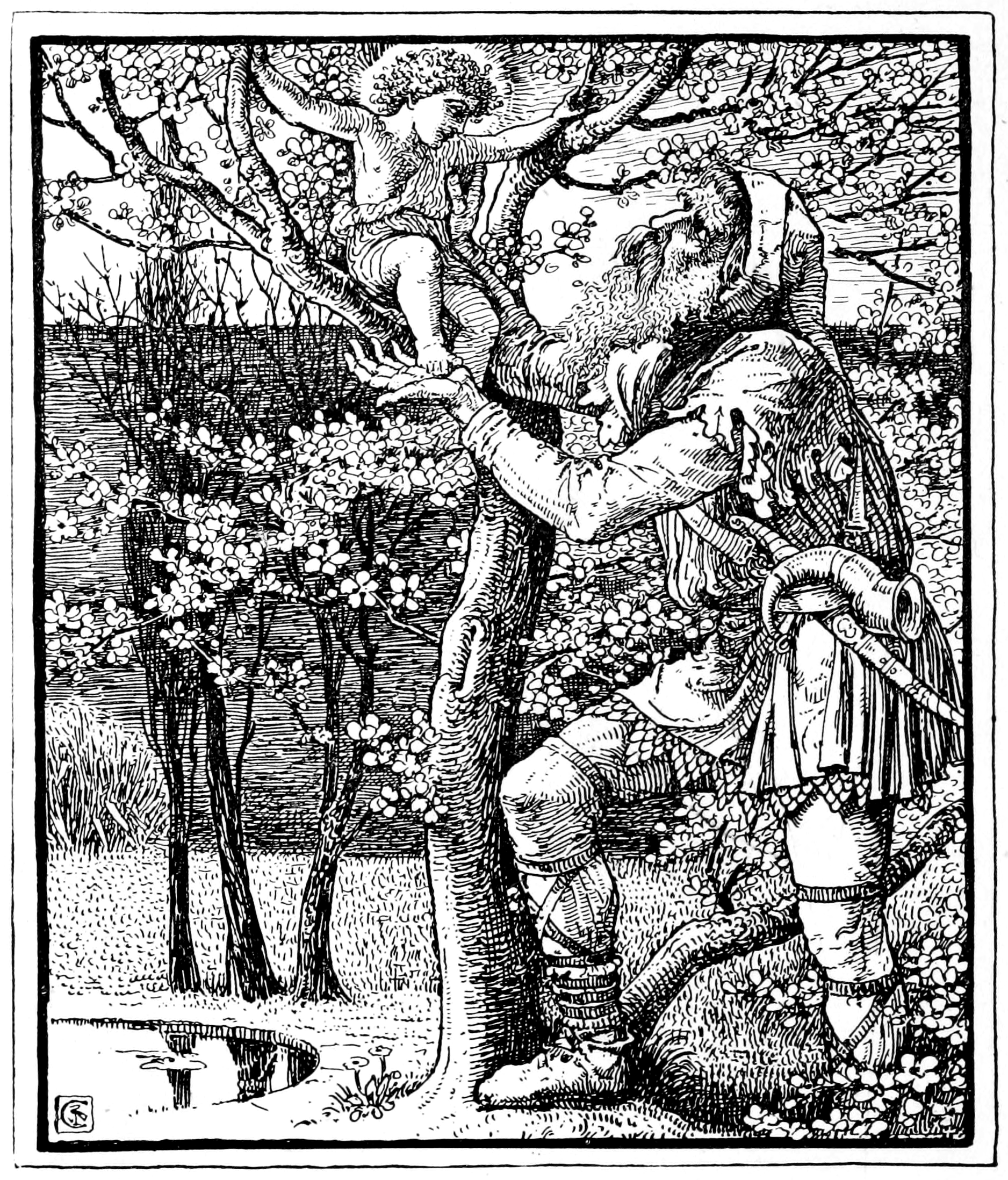
Иллюстрация Уолтера Крейна

### Великан-эгоист
Маленькие дети любят играть в саду, который находится рядом с замком Великана. Однако Великан, который несколько лет гостил у приятеля, возвращается и запрещает детям играть, обнося замок и сад забором. После этого на территории его замка продолжается зима, а весна в отсутствие детей не наступает. Однажды забор разрушается с одной стороны, дети заходят в сад и туда приходит весна. Дети забираются на деревья, кроме одного маленького мальчика, который не может залезть и плачет. Великан, выйдя из дома, чтобы прогнать детей, видит мальчика и решает помочь ему. Ему нравится, что дети пришли в сад и началась весна, и он разрушает забор и с тех пор сам играет с детьми в саду. Проходят годы, Великан становится стариком. Перед смертью к нему приходит тот самый мальчик с ранами на руках и ногах и забирает с собой в Рай.

### Преданный друг
Коноплянка рассказывает Водяной крысе историю о преданной дружбе. Зажиточный Мельник считал себя лучшим другом бедняка по имени Маленький Ганс, который неустанно работал у себя в саду выращивая цветы на продажу. Хотя зимой Ганс влачит жалкое существование, Мельник никогда не помогает ему, считая, что подверг бы того соблазну и вызвал бы его зависть. Однажды Мельник обещает Гансу подарить ему свою старую сломанную тачку. Ганс очень польщён заверениями Мельника о дружбе и обещанием тачки, и время от времени соглашается оказывать Мельнику разные услуги с убытком для себя — отдаёт Мельнику доску, чинит ему крышу амбара, отдаёт ему цветы, которые надеялся продать. Как-то ночью во время сильной бури Мельник просит Ганса сходить за доктором, который далеко живёт. Ганс выполняет и эту просьбу, но на обратном пути сбивается с дороги и тонет в болоте. На похоронах Мельник сетует, что теперь ему некуда будет деть старую сломанную тачку. После рассказа Коноплянки становится очевидно, что мораль истории осталась недоступной Водяной крысе.

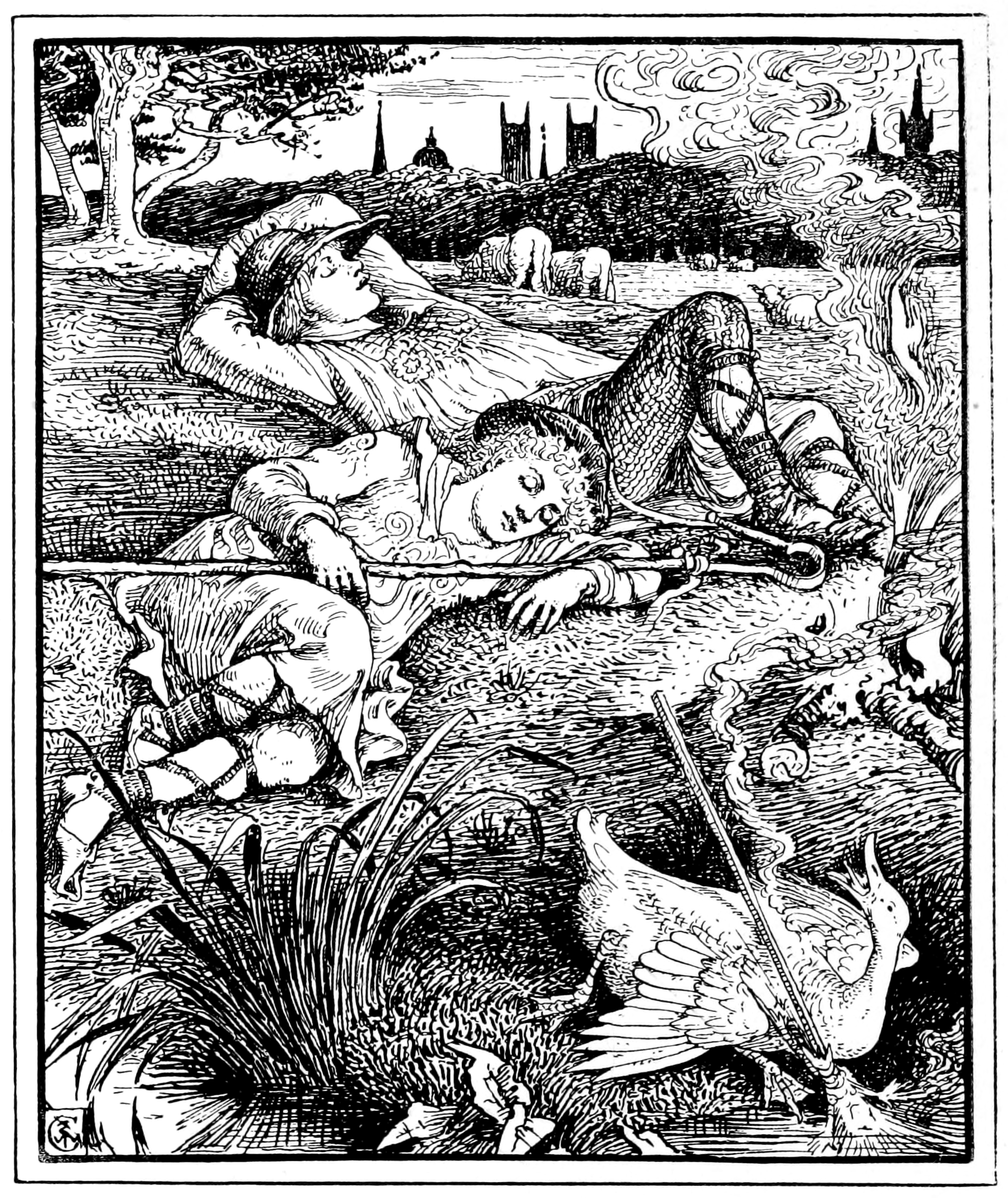
Иллюстрация Уолтера Крейна

### Замечательная ракета
По случаю бракосочетания принца с русской принцессой вечером устраивается большой фейерверк. Между пиротехническими изделиями происходит диалог, в котором главенствует Ракета (в оригинале — персонаж мужского рода), считающая себя выше и умнее других: в частности, она уверена, что это свадьба принца приурочена к её запуску, а не наоборот. Однако из-за собственных слёз Ракета намокает, и когда остальных запускают во время фейерверка, она не взлетает. На следующее утро её выбрасывают за ограду замка, где Ракета лежит в грязи, переговариваясь с лягушонком и уткой. Наконец, приняв её за грязную палку, Ракету берут в качестве хвороста бедные дети. Они ставят на огонь котелок и засыпают, и в костре Ракета наконец загорается и взлетает, считая, что произвела фурор, хотя в действительности её полёт никто не заметил.

## Художественные особенности
М. А. Чебракова пишет о «центральной» сказке сборника: «Сказка „Счастливый принц“ по праву считается одной из лучших его [Уальда] сказок. В ней намечены те особенности художественной манеры Уайльда-сказочника и те элементы содержания, которые проявили себя в последующих его восьми сказках. В ней обозначены и общие мотивы всего цикла сказок: сердце, сад, красота, страдание, раскаяние, смерть, возрождение и др».

## Перевод
О проблематике перевода сказок сборника «Счастливый принц» писали неоднократно.
О. А. Богданова (по статье А. Г. Азова «О смене пола персонажей в художественном переводе»): «Решение переводчиков о смене или сохранении пола персонажей автор [А. Г. Азов] обусловливает причинами как лингвокультурологического (особенностями русской и английской языковых картин мира), так и цензурно-нравственного характера (изменение пола Тростинки и Стрижа при переводе К. Чуковским сказки О. Уайльда „Счастливый принц“ с целью затушевать однополый характер изображённого там любовного чувства)».

## Адаптации
- 1972 — мультфильм Питера Сандера «Великан-эгоист».
- 1974 — мультфильм Майкла Майлза «Счастливый принц».
- 1982 — мультфильм студии «Союзмультфильм» «Великан-эгоист».
- 1990 — мультфильм студии «Укранимафильм» «Счастливый принц».
- 1992 — мультфильм студии «Узбекфильм» «Счастливый принц».
- 1992 — мультфильм творческого объединения «Экран» «Счастливый принц».
- 2000 — спектакль Камы Гинкаса «Счастливый принц»[8][9].
- 2018 — фильм Руперта Эверетта «Счастливый принц».